# Långegöl (Ökna socken, Småland, 637175-148110)
Långegöl är en sjö i Vetlanda kommun i Småland och ingår i Emåns huvudavrinningsområde. Sjöns area är 0,016 kvadratkilometer och den befinner sig 168 meter över havet.